# Poskea
Poskea é um género botânico pertencente à família Plantaginaceae.
Tradicionalmente este gênero era classificado na família das Scrophulariaceae.

## Espécies
Este género tem 5 espécies descritas, das quais nenhuma é aceite. A base de dados The Plant List indica 3 espécies com estatuto incerto:
- Poskea africana Vatke
- Poskea newbouldii Braggio
- Poskea socotrana (Balf.f.) G.Taylor